# Gromowo (obwód królewiecki)
Gromowo (do 1938 niem. Lauknen, następnie do 1946 Hohenbruch, lt. Lauknos; powiat Labiawa) – osiedle typu wiejskiego w obwodzie królewieckim Federacji Rosyjskiej, w rejonie sławskim, w pobliżu Zalewu Kurońskiego
Miejscowość leży na terenie historycznej tzw. Małej Litwy. Wieś została założona nad rzeką Laukne, na kępie pośród bagien. Do końca XIX wieku była zamieszkana przez ludność litewską. Był to obszar uprawy ziemniaków przeznaczanych na cele pastewne.
W 1905 wzniesiono neogotycki kościół ewangelicki z wysoką wieżą. Został rozebrany na cegłę po 1945, zachowała się tylko znacznie uszkodzona dzwonnica, używana jako wieża ciśnień. W okolicy na torfowisku znajduje się rezerwat przyrody, z kierownictwem w Gromowie.
W lesie, około 3 km od wsi, znajdował się hitlerowski obóz koncentracyjny Hohenbruch.